# Anaceratagallia kerzhneri
Anaceratagallia kerzhneri är en insektsart som beskrevs av Alexander Fyodorovich Emeljanov 1987. Anaceratagallia kerzhneri ingår i släktet Anaceratagallia och familjen dvärgstritar. Inga underarter finns listade i Catalogue of Life.